# Iglesia de Válega
La Iglesia de Nuestra Señora del Amparo (en portugués, Igreja de Nossa Senhora do Amparo), también referida como iglesia parroquial de Válega, es un edificio religioso católico ubicado en la localidad de Válega, municipio de Ovar, distrito de Aveiro (Portugal). El actual edificio comenzó a construirse en 1746, sin embargo no es hasta los años 1960 que su fachada se reviste de azulejos policromados –su característica principal y por la cual es mayormente conocida.

## Historia
Hasta 1150, el patronato de la iglesia de Válega perteneció a particulares. Desde esa fecha hasta 1288 perteneció al Monasterio de São Pedro de Ferreira, y a partir de 1583 pasó a pertenecer al obispo y cabildo de la Catedral de Oporto. Más tarde, pasó a ser propiedad exclusiva del cabildo, que lo mantuvo hasta 1833.
El templo fue fundado originalmente en el lugar de Seixo Branco, donde no quedan rastros.
A mediados del siglo XVIII, su implantación pasó a ubicarse donde se encuentra actualmente, habiéndose iniciado las obras en 1746, y habiendo consumido más de un siglo.

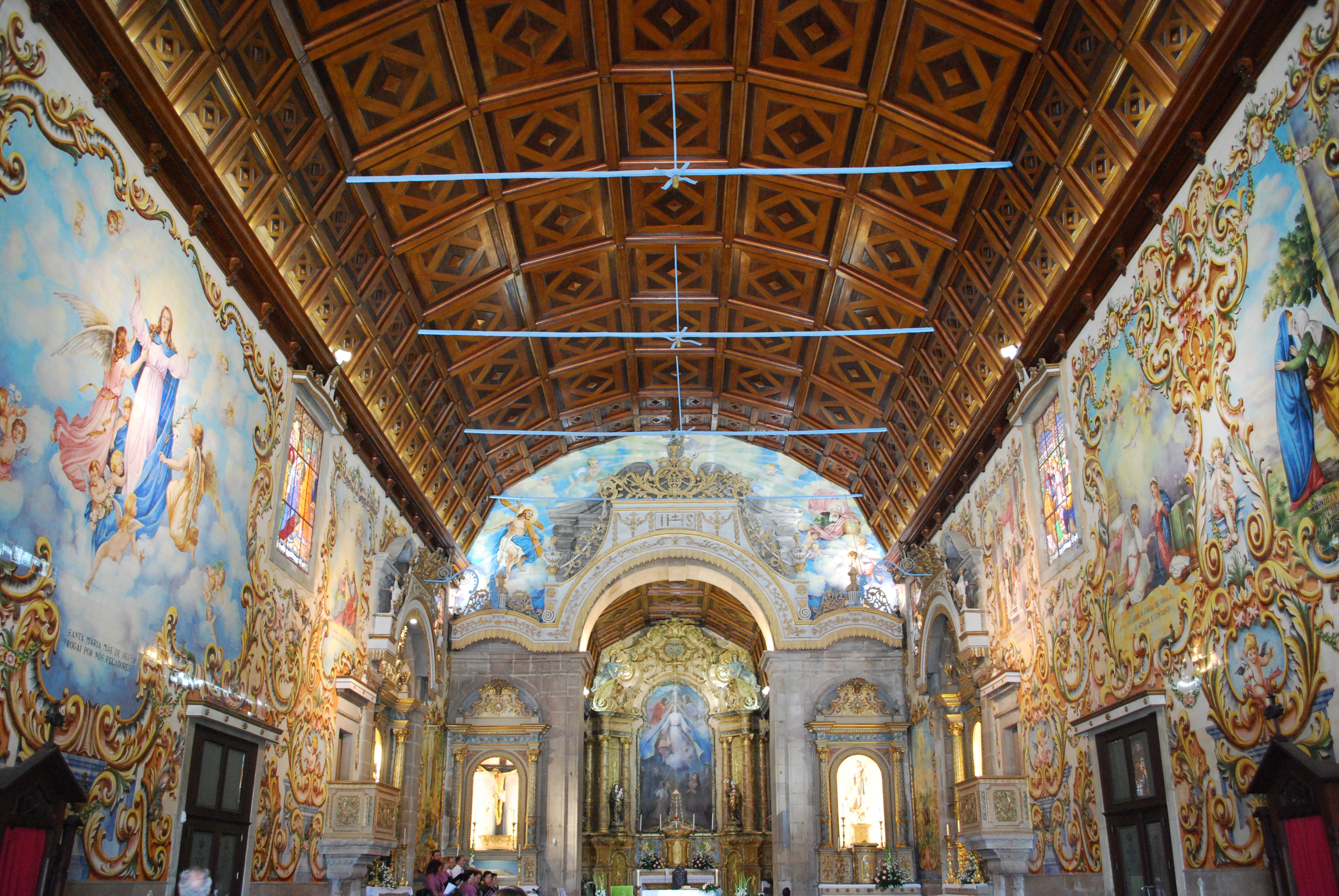
Interior de la iglesia

En el siglo XX, particularmente entre 1923 y 1958, el interior de la iglesia sufre varias intervenciones patrocinadas por la Familia Lopes, entre las que cabe destacar los techos artesonados de madera. También data de este período, en 1942, la colocación del panel de azulejos que representa a la Dama del Amparo, en el remate exterior del presbiterio, firmado por el taller de Jorge Colaço y ejecutado por Fábrica Lusitânia, en Lisboa.
Entre 1959 y 1960, otra intervención fue patrocinada por António Maria Augusto da Silva, Comandante de la Orden de la Benevolencia. Ésta incluyó los vitrales o vidrieras, fabricadas en Madrid y firmadas por S. Cuadrado.
Asimismo, se ejecuta el revestimiento de las paredes interiores del presbiterio, el subcoro, la nave y el arco triunfal con losas de mármol y más artesonado. La fachada principal se reviste con azulejos policromados labrados de la Fábrica Aleluia de Aveiro. Finalmente, en 1975 se revisten las fachadas exteriores laterales y trasera con azulejos de la misma Fábrica Aleluia, diseñados por el arquitecto Januário Godinho.
El templo no está clasificado.

## Características
Ejemplar de arquitectura religiosa, originalmente de estilo barroco.
De planta rectangular, incluye un campanario en el lado izquierdo de la fachada.
En el interior, se destacan la pila bautismal, en piedra de Ançã, que data de principios del siglo siglo XVI, y el retablo mayor, que data del siglo XVIII.